# هيو والتون
هيو والتون هو دراج كندي، ولد في 30 مايو 1955 في فانكوفر في كندا.

## وصلات خارجية
- هيو والتون على موقع إحصائيات الدراجات الإحترافية (الإنجليزية)
- هيو والتون على موقع أوليمبيديا (الإنجليزية)